# Ectemnonotum fruhstorferi
Ectemnonotum fruhstorferi är en insektsart som först beskrevs av Jacobi 1902.  Ectemnonotum fruhstorferi ingår i släktet Ectemnonotum och familjen spottstritar. Inga underarter finns listade i Catalogue of Life.